# 水野純子

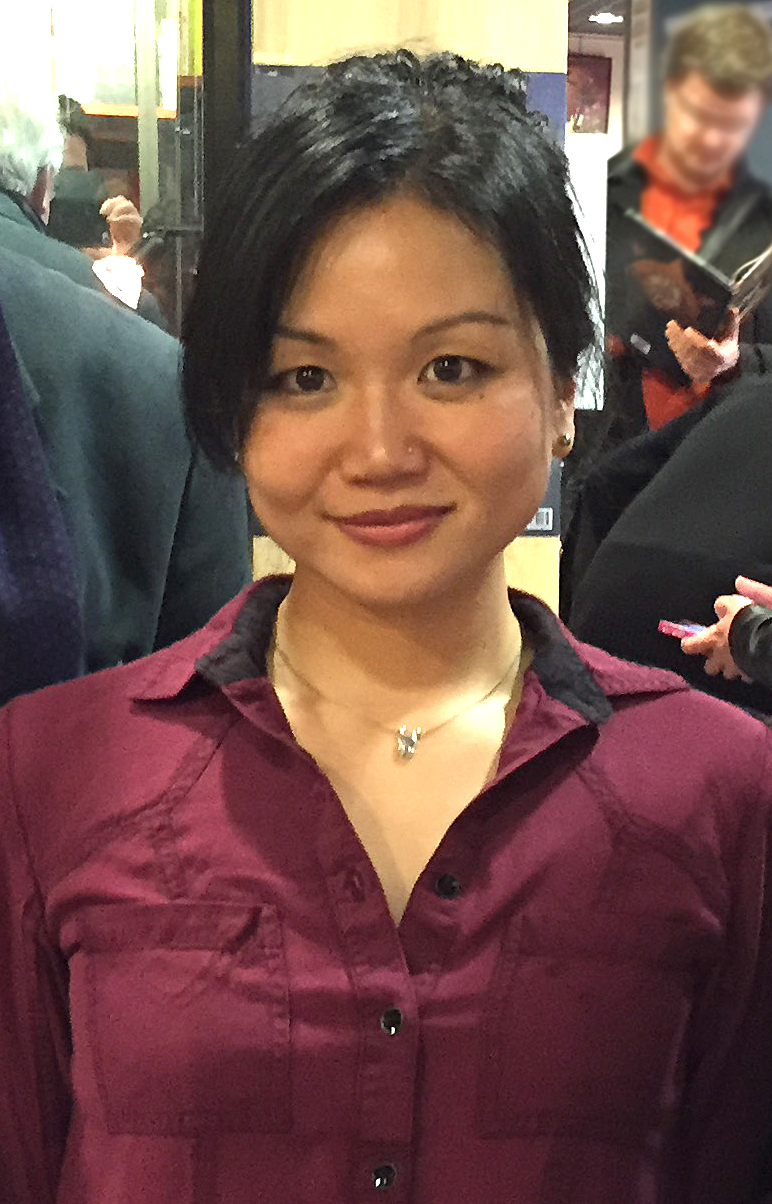
水野純子

水野 純子（みずの じゅんこ、女性、1973年5月27日- ）は、東京都板橋区出身の漫画家、イラストレーター。
1996年、『MINA animal DX』（自主制作）でイラストレーターとしてデビュー。1998年にそれを見た『H』（ロッキング・オン）の編集者にスカウトされ連載を開始する。漫画家としてのデビュー作はエイベックスのテクノコンピレーションCD「ピュア・トランス」Vol.11～Vol.20（1996年～1998年）のブックレットに連載された「ピュア・トランス」（イーストプレス刊）で、アルバムのジャケットも水野が担当した。フィギュア製作やキャラクターデザインも手掛ける。独特のコケティッシュでグロテスクな可愛らしさを押し出した作風で、一部に人気を博している。
影響を受けた漫画家に松本零士、よく模写していた作品に柴田昌弘の「ブルーソネット」を挙げている。過去に一番好きな映画として、アレハンドロ・ホドロフスキーのホラー映画「サンタ・サングレ/聖なる血」と答えている。少女ばかり描いていたので、男性キャラを描くのは苦手 (コミッカーズ 1996年8月号 「考える兎」より)。

## 作品リスト
- 『ピュア・トランス』イースト・プレス、1998年7月1日。ISBN 978-4872571448。
- 『水野純子のヘンゼル＆グレーテル』光進社 (2000/11) ISBN 978-4877610517
- 『水野純子のシンデラーラちゃん（英語版）』光進社 (2000/02) ISBN 978-4877610388
- 『水野純子のヘル・ベイビーズ』エディシオントレヴィル; Bilingual版 (2001/07) ISBN 978-4309904535
  - 『水野純子のヘル・ベイビーズ upgraded』河出書房新社 (2006/7/11) ISBN 978-4309906881
- 『人魚姫殿』ぶんか社 (2001/12) ISBN 978-4821199143
- 『ファイヤーワークス』イースト・プレス (2003/7/1) ISBN 978-4872573503
- 『水野純子の四畳半妖精図鑑』講談社 (2003/8/9) ISBN 978-4063645262
- 『ファンシージゴロ・ペル（英語版）』1巻 エンターブレイン (2003/03) ISBN 978-4757713154
- 『ファンシージゴロ・ペル』2巻 エンターブレイン (2004/3/25) ISBN 978-4757718074
- 『ファンシージゴロ・ペル』3巻 エンターブレイン (2005/1/31) ISBN 978-4757721449
- 『A子ちゃんのビューティフル▼シネマ』エンターブレイン (2007/12/25) ISBN 978-4757739314
- 『FLARE(フレア)―水野純子画集』エディシオントレヴィル (2009/3/1) ISBN 978-4309908212
- スパーク☆アイドルひな連載　BREAKMax (コアマガジン）